# Српски црквено-народни сабор у Сремским Карловцима 1726.
На Српском црквено-народном сабору у Сремским Карловцима 1726. године, који се састао против воље државних власти, изабран је београдски митрополит Мојсије Петровић „за архијепископа српског народа живећег под влашћу царевом“.
Аустријске власти тада нису допустиле уједињење Београдске и Карловачке митрополије, због стрепњи о јачању српског народа, већ су устоличиле само митрополита Мојсија Петровића као архиепископа и митрополита карловачког коме је допуштено да управља и Београдском митрополијом.
Главну улогу на сабору имао је епископ Арадски Викентије Јовановић, који је много допринео доношењу одлука овог сабора.